# Titãs 84 94
Titãs 84 94 es la primera colección de la banda de rock brasileña Titãs, lanzado en 1994. Producida por Jack Endino, contiene canciones del primer álbum (Titãs) hasta el último de la temporada (Titanomaquia). Se presentó como doble disco y como discos indiduales ("84 94 Um" y "84 94 Dois").

## Canciones

### CD 1
1. "Sonífera Ilha"
2. "Toda Cor"
3. "Não Vou Me Adaptar"
4. "Família"
5. "Homem Primata"
6. "O Quê?"
7. "Comida"
8. "Diversão"
9. "Go Back"
10. "Marvin"
11. "Introdução por Mauro e Quitéria / Miséria"
12. "Flores"
13. "O Pulso"
14. "Deus e o Diabo / Vinheta Final por Mauro e Quitéra"
15. "Clitóris"
16. "Não é por não falar"
17. "Hereditário"
18. "Disneylândia"

### CD 2
1. "Babí Índio"
2. "Televisão"
3. "Autonomia"
4. "Cabeça Dinossauro"
5. "Igreja"
6. "Polícia"
7. "Porrada"
8. "Tô Cansado"
9. "Bichos Escrotos"
10. "Jesus Não Tem Dentes no País dos Banguelas"
11. "Lugar Nenhum"
12. "Desordem"
13. "Nome aos Bois"
14. "Massacre"
15. "AA UU"
16. "32 Dentes"
17. "Saia de Mim"
18. "Obrigado"
19. "Será que é Isso o que Eu Necessito?"
20. "Nem Sempre se Pode ser Deus"
21. "A Verdadeira Mary Poppins"

- Datos: Q7810372